# ルーベン・ウッド
ルーベン・ウッド（Reuben Wood、1792年または1793年 - 1864年10月1日）は、アメリカ合衆国オハイオ州の民主党の政治家。第21代オハイオ州知事。
ウッドはバーモント州ラトランド郡ミドルタウン近くで生まれた。カナダでおじと暮らしている間、ウッドは米英戦争初めにカナダ軍へと徴兵されるが、オンタリオ湖を越えて逃亡し一時アメリカ軍に入る。1816年に妻や幼い娘とともにオハイオ州クリーブランド（当時は600人程の小さな村）に移った。弁護士として働くため、僅か1ドル25セントだけ持ってたどり着いたとも言われる。ウッドはオハイオ州上院議員を1825年から1830年まで務める。1832年にオハイオ州最高裁判所の判事に選ばれ、1833年から1847年まで1期7年2期分を務める。3期目はホイッグ党の候補者に阻まれた。ウッドは1850年後半にオハイオ州知事に就任。最初の任期は新しい州憲法の履行によって途切れ、1851年後半に再選され、1852年前半に再就任。1853年7月13日、チリバルパライソ駐在アメリカ領事となるために辞職。クリーブランドへと退く1855年までその地位に留まった。